# Айдаралинский сельсовет
Айдарали́нский сельсовет — муниципальное образование в Стерлибашевском районе Республики Башкортостан.
Административный центр — село Айдарали.

## История
Согласно Закону о границах, статусе и административных центрах муниципальных образований в Республике Башкортостан имеет статус сельского поселения.

## Население
| 2002 | 2009 | 2010 | 2012 | 2013 | 2014 | 2015 |
| ---- | ---- | ---- | ---- | ---- | ---- | ---- |
| 929  | ↘851 | ↘781 | ↘747 | ↗763 | ↘751 | ↘707 |
| 2016 | 2017 | 2018 |      |      |      |      |
| ↘678 | ↘655 | ↘653 |      |      |      |      |

## Географическое положение
Сельсовет находится на юго-восточных окраинах Бугульминско-Белебеевской возвышенности. Территорию сельсовета с северо-востока на юго-запад пересекает река Тятер, в которую впадают реки Ачили и Дмитриевка, а также крупные ручьи Гремучий, Чатра, Известь.
Расстояние до:
- районного центра (Стерлибашево): 19 км,
- ближайшей ж/д станции (Стерлитамак): 75 км.

## Состав сельского поселения
| № | Населённый пункт | Тип населённого пункта       | Население |
| - | ---------------- | ---------------------------- | --------- |
| 1 | Айдарали         | село, административный центр | ↘711      |
| 2 | Артюховка        | деревня                      | ↗52       |
| 3 | Родионовка       | деревня                      | ↘16       |
| 4 | Ивановка         | деревня                      | ↗2        |

## Климат
Сельсовет находится в зоне умеренно континентального климата. Зимой температура может достигать −30…-35°С, реже −40…-43°С. При этом более низкая температура наблюдается в низинах долины реки Тятер. Территория открыта воздействию юго-западных ветров, сила которых возрастает на возвышенностях в направлении с. Стерлибашева. В январе-феврале наблюдаются сильные морозы, редки случаи возникновения буранов, тогда как в марте они приобретают частый характер и приносят большое количество осадков. Высота снежного покрова на открытых участках колеблется от 0,5 м до 1 м, на маловетреных участках, особенно внутри населенных пунктов местами она может достигать 1,5 м — 2 м. Весна зачастую ранняя, с резким таянием снега, затоплением низменных территорий, в том числе территорий населенных пунктов вдоль рек. Особенно сильные разливы Тятера наблюдаются юго-западнее села Айдарали, где ширина реки в пик паводка может достигать 100 м. Количество осадков в период с апреля по май обычно небольшое, что способствуют быстрому просыханию и прогреванию почвы. Лето жаркое и часто сухое, с редкими дождями. Обильные летние дожди бывают раз в 4-5 лет (последним дождливым летом является лето 2013 г.) Температура в июле-августе составляет +30…+35°С, реже +40…+45°С. При этом наблюдается резкое падение стоков рек и усыхание мелких ручьев. Осень, напротив, очень дождлива и прохладна. Первый снег выпадает во второй половине октября — ноябре. При этом снежный покров может не устанавливаться вплоть до декабря. Весной и осенью на возвышенностях, реже в долинах рек наблюдаются сильные туманы, часто с снижением видимости на дорогах до 10 м.